# NGC 6397
NGC 6397, ou Caldwell 86, est un amas globulaire situé dans la constellation de l'Autel. Il a été découvert par l'astronome français Nicolas-Louis de Lacaille en 1751. Avec M4, il est l'un des deux amas globulaires les plus proches de la Terre. Visible à l’œil nu dans de très bonne conditions d'observation, il contient environ 400 000 étoiles.

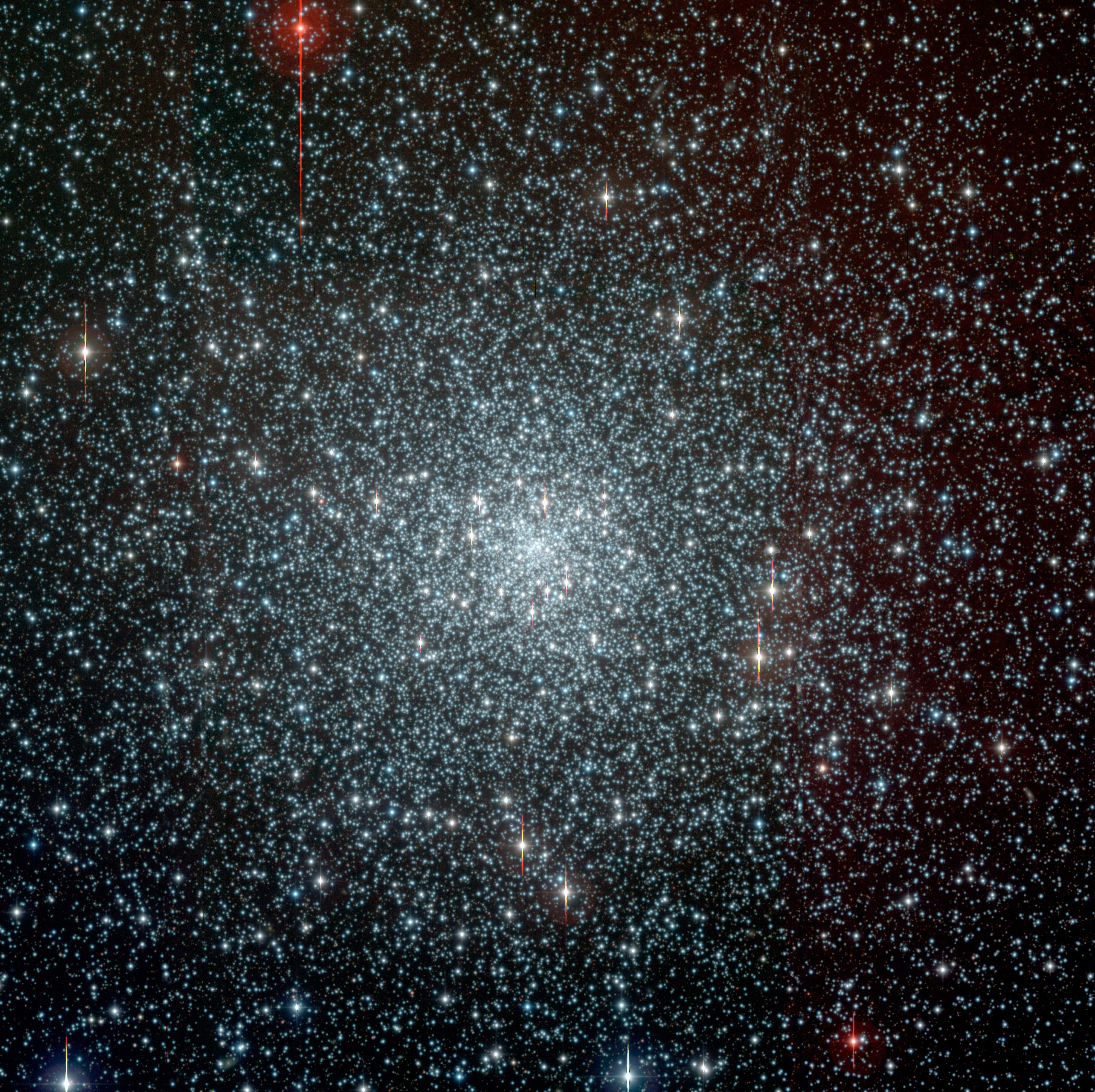
Cette image composite, captée dans les bandes B (bleu), visible (V) et infrarouge (I), provient de l'instrument WFI installé sur le télescope de 2,2 m à l'observatoire de La Silla de l'ESO.

## Caractéristiques

### Distance et vitesse
Selon une étude publiée en 2010 par William E. Harris, cet amas est à environ 7 500 a.l. (2,30 kpc) du Soleil et à 19 550 a.l. (6 kpc) du centre de la Voie lactée. La précision des méthodes employées pour déterminer la distance des amas globulaires comporte cependant une incertitude variant de 10 % à 20 %. Mais, dans un article plus récent basé sur la parallaxe, la distance de NGC 6397 a pu être mesurée avec une précision de 3 %. La distance obtenue est égale à 2,39 ± 0,07 kpc (∼7 800 al), une valeur très près de celle indiquée par Harris ainsi que par Boyles et ses collègues qui est aussi de 2,3 kpc.
Selon la base de données Simbad, NGC 6397 est à 8100 années-lumière (2,48 kpc) du système solaire et s'éloigne de nous à une vitesse de 18,4+0,1
 −0,1 km/s.

### Métallicité et âge
Six valeurs de la métallicité (Fe/H) comprises entre -1,99 et -2,01 sont indiquées sur Simbad. La valeur indiquée par Harris est de -2,11 et Boyles rapporte une valeur de -2,02.
Une métallicité comprise entre -2,11 et -1,99 signifie que la concentration en métaux lourds (éléments plus lourds que l'hélium) de NGC 6388 est comprise entre 0,78 % et 1,02 % de celle du Soleil. Après le Big Bang, l'Univers étant surtout composé d'hydrogène et d'hélium, la métallicité était pratiquement nulle. L'univers s'est progressivement enrichi en métaux grâce à la synthèse de ceux-ci dans le cœur des étoiles. La métallicité des amas du halo de la Voie lactée varie d'un centième à un dixième de la métallicité solaire, ce qui signifie que ces amas se décomposent en deux sous-groupes, les relativement jeunes et les vieux. NGC 6397 est donc un amas globulaire ancien et pauvre en métaux lourds.
En 2004, une équipe d'astronomes a aussi utilisé l'amas globulaire pour estimer l'âge de la Voie lactée. À l'aide de l'instrument UVES du Very Large Telescope, utilisant un réseau échelette dans l'ultraviolet, ils ont mesuré le contenu en béryllium de deux étoiles de l'amas. Cela leur a permis d'établir le temps écoulé entre la première génération d'étoiles de la galaxie et celle de l'amas. Les chercheurs ont ainsi obtenu un âge compris entre 13,2 et 13,3 milliards d'années, ce qui implique que l'amas s'est formé de 0,2 à 0,3 milliard d'années après le Big Bang.

## Les étoiles de NGC 6397

### Naine blanche et étoiles de faible masse

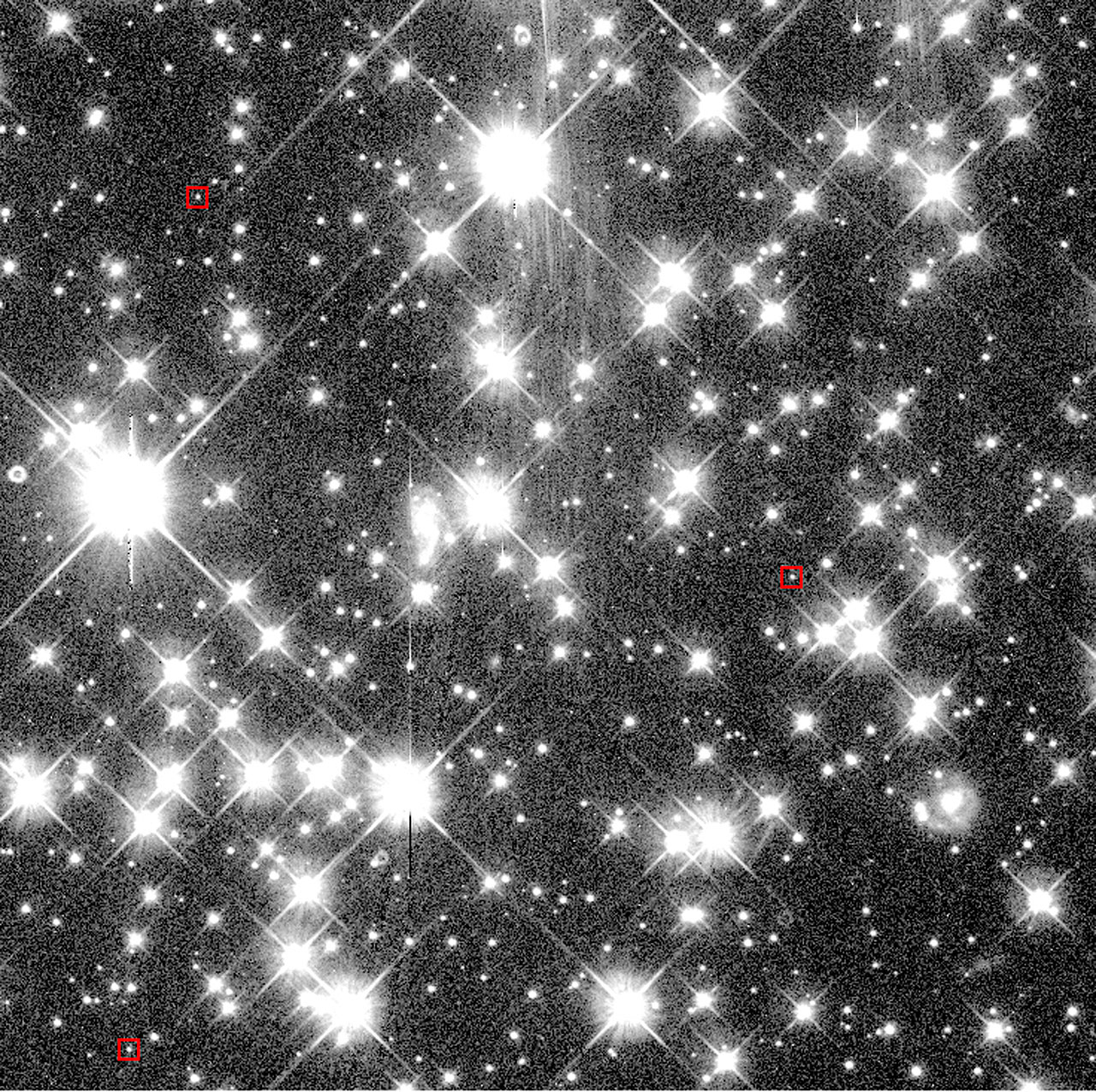
Astres candidats au titre de naine blanche, indiqués par les carrés rouges. (Image du télescope Hubble)

Les deux types de naine blanche ont été trouvés dans la région centrale de cet amas, les naines blanches dites normales principalement composées de carbone et d'oxygène (CO), ainsi que les naines blanches principalement composées d'hélium (He). Ce type se forme lorsque l'étoile parente a été sujette à un transfert de matière dans un système stellaire. Les auteurs d'un article paru en 2009 ont identifié dans cette région 24 naines blanches, dont 18 naines-He nouvellement découvertes. Ils ont déduit de leur étude que NGC 6397 est à 2,34 ± 0,13 kpc (∼7 630 al) de nous.
Des images dans le domaine de l'ultraviolet (606 à 802 nm) ont aussi été prises par le télescope Hubble. Ces images ont été utilisées pour positionner précisément 2 120 étoiles dont la magnitude apparente est aussi basse qu'environ 26. Le rapport masse/luminosité disponible pour la métallicité de l'amas montre que la masse montre jusqu'à un plateau entre ≈0,25 {\displaystyle M_{\odot }} et ≈0,15 {\displaystyle M_{\odot }}, mais qu'il chute à la masse de 0,10 {\displaystyle M_{\odot }}, soit la limite inférieure attendue de la masse d'une étoile pour la combustion de l'hydrogène. Ce résultat est contradictoire à ceux obtenus depuis la Terre. Il implique soit une modification substantielle de l'évolution de l'amas ou que la création d'étoiles de faible masse a été très faible dans le passé.

### Géante rouge, étoile variable et traînarde bleue

#### Géante rouge

NGC 6397 par le télescope Hubble. Sur cette image, les étoiles bleues sont près de leur fin de vie. Elles ont épuisé leur hydrogène et consument à présent l'hélium dans leur noyau. La fusion de l'hélium se fait à une température plus élevée et l'étoile apparait donc bleue. La lueur rougeâtre provient de géantes rouges, des étoiles en expansion. La myriade d'autre petits objets comprend des étoiles similaire au Soleil. Cette image a également permis d'identifier plusieurs naines blanches et de constaté que certaines d'entre elles avaient été expulsées à leur formation du centre de l'amas.

L'analyse de la composition chimique de 21 étoiles a permis à une équipe d'astronome de découvrir deux populations de géantes rouges. Certaines sont pauvres en métaux lourds et sont donc nées dans les premiers temps de l'amas. Ce sont des étoiles de population II. L'autre catégorie est constituée d'étoiles de population I plus riches en métaux lourds. Elles se sont formées à partir des matériaux produits par la fusion de l'hydrogène et sont nées bien plus tard.

#### Étoile variable
NGC 6397 contient plusieurs étoiles variables. Au moins 412 d'entre elles ont fait l'objet d'une étude photométrique. La période de ces étoiles variait de 0,004 à 2 jours. La métallicité de ces étoiles est faible.
La courbe de lumière de 35 étoiles variables de cet amas a fait l'objet d'une analyse publiée en 2021. Les auteurs de l'étude ont pu déterminer à partir de cette analyse que la métallicité est de -2,0 et que leur âge se situe entre 13,0 et 13,5 milliards d'années. Ils n'ont trouvé aucune étoile RR Lyrae.
Seize étoiles variables de courte période ont aussi fait l'objet d'une étude. De ce nombre, neuf sont considérées comme des variables cataclysmiques (CV, de l'anglais cataclysmic variable). Il s'agit d'un type d'étoile binaire constituée d'une naine blanche et d'une étoile compagne qui lui transfère sa matière. Parmi celles-ci, se trouve CV1 dont la période est de 0,472 jour. La densité de l'étoile compagne de CV1 est de 0,83 g/cm3, indiquant ainsi que ce n'est pas une étoile de la séquence principale. Parmi les variables dont l'une des membres est une traînarde bleue, on compte trois variables de type SX Phoenicis. Une SX Phoenicis a une très courte période de 0,0215 jour et trois variables de faible amplitude sont possiblement de type Gamma Doradus.

#### Trainarde bleue
Sur l'image produite par Hubble, six traînardes bleues ont clairement été identifiées et observées pour la première fois dans l'ultraviolet. La température de surface de celles-ci avoisine les 10 000 K et leur masse est d'environ 1,6 {\displaystyle M_{\odot }}. Ceci renforce l'hypothèse que des collisions ou des fusions entre les étoiles dans le cœur très dense de cet amas sont à l'origine des traînardes bleues.

### Trou noir

#### Trou noir intermédiaire

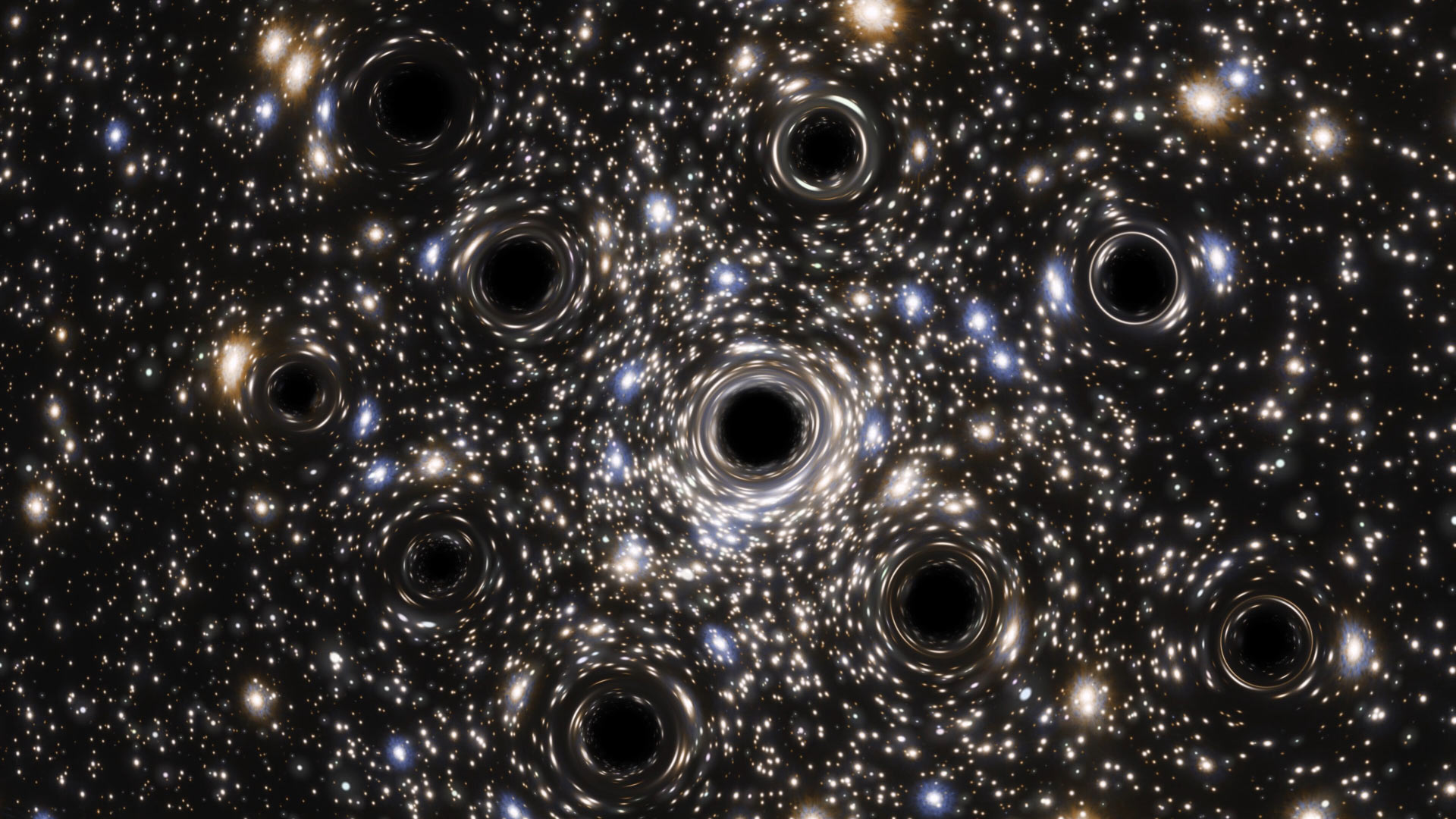
Représentation artistique des trous noirs au centre de l'amas.

Dans une publication de l'année 2020, les astronomes Eduardo Vitral et Gary Mamon s'interrogent sur la présence possible d'un trou noir intermédiaire en analysant les données captées par le télescope spatial Hubble sur la position et le mouvement des étoiles. Ils ont trouvé de fortes évidences de la présence d'une composante invisible au centre de NGC 6397 dont la masse serait de 1 000 à 2 000 masses solaires concentrées dans un rayon de 6", d'où la présence possible d'un trou noir intermédiaire.

#### Trou noir stellaire
En utilisant également les données du télescope spatial Hubble, ces deux mêmes astronomes ont publié un article développant l'hypothèse de la présence d'une soixantaine de trous noirs stellaires cachés dans le centre de NGC 6397. Leur analyse a montré que le centre de l'amas referme de la matière invisible. Deux hypothèses pourraient expliquer l'origine de cette matière invisible : un trou noir intermédiaire dont la masse atteindrait 500 fois celle du Soleil, ou l'existence de trous noirs stellaires accompagnés de naines blanches et d'étoiles à neutrons. La petite taille de la masse invisible suggère qu'il s'agit de rémanents d'étoiles massives qui ont progressivement migré vers le centre. Leur analyse suggère l'hypothèse de l'existence d'environ 60 trous noirs dont la masse varie entre 5 et 50 fois la masse du Soleil.

### Source de rayonnement X
Dans les années 1990, sept sources de rayonnement X de faible intensité avaient été identifiées au centre de NGC 6397 en utilisant le satellite ROSAT. Entre les années 2000 et 2007, le télescope spatial Chandra a porté ce nombre à 79 à l'intérieur du demi-rayon de masse.
Les images captées par le télescope Hubble ont permis d'identifier les contreparties optiques plausibles de 69 de ces sources. En plus de confirmer neuf variables cataclysmiques (CV), six autres CV ont été identifiées portant le total de système binaire actif à 42. Deux pulsars millisecondes ont aussi été identités. L'un de ces pulsars, PSR J1740-5340, a fait l'objet d'une publication en 2010.

## Galerie

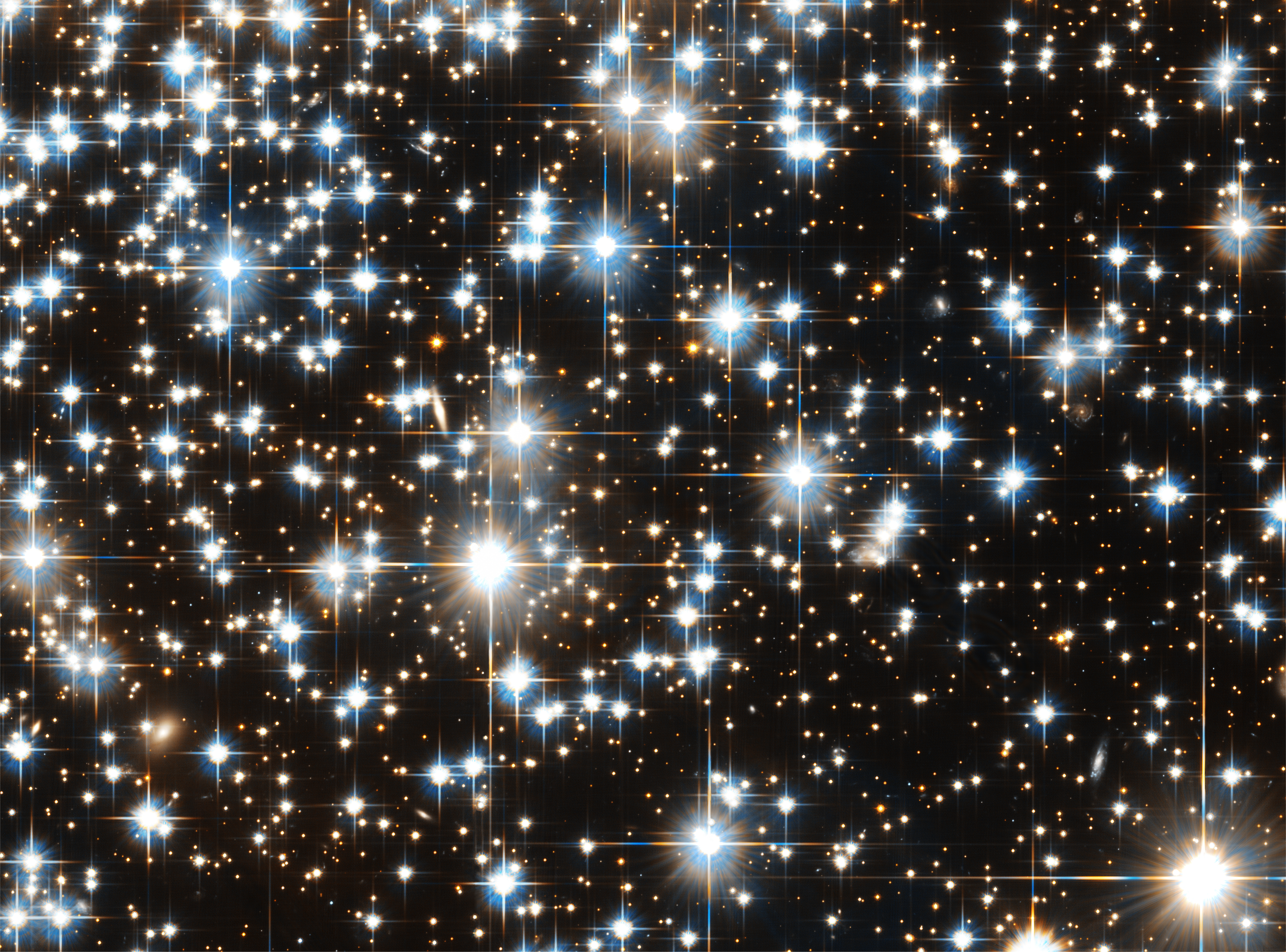
Zoom sur une région de NGC 6397 par le télescope spatial Hubble.
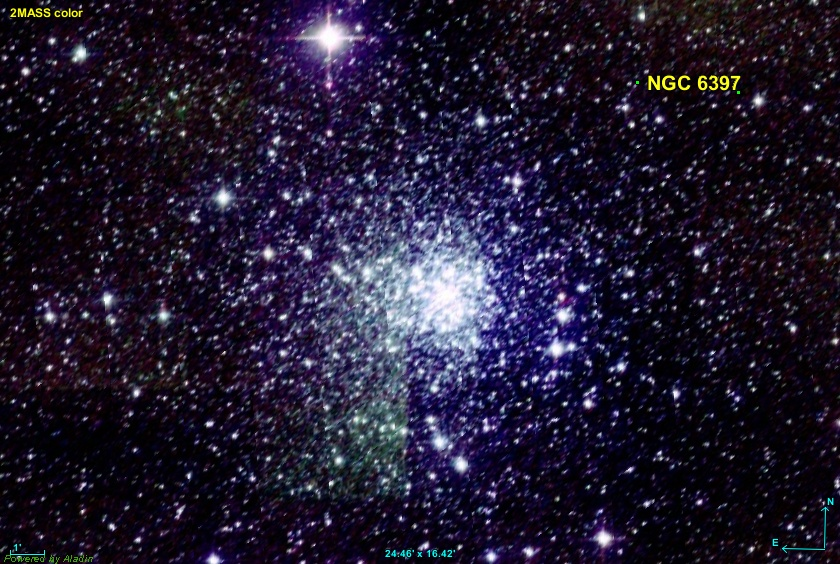
NGC 6397 en infrarouge par le relevé 2MASS.
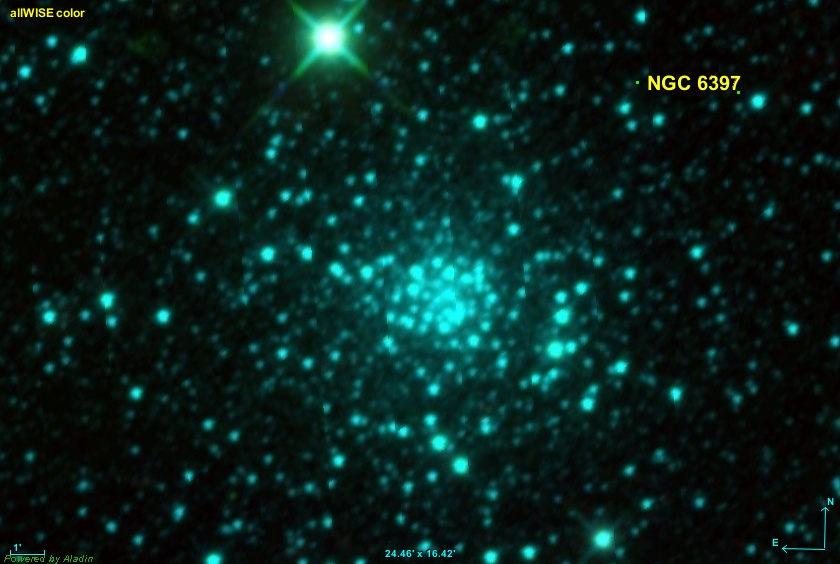
Autre image en infrarouge par le satellite WISE.
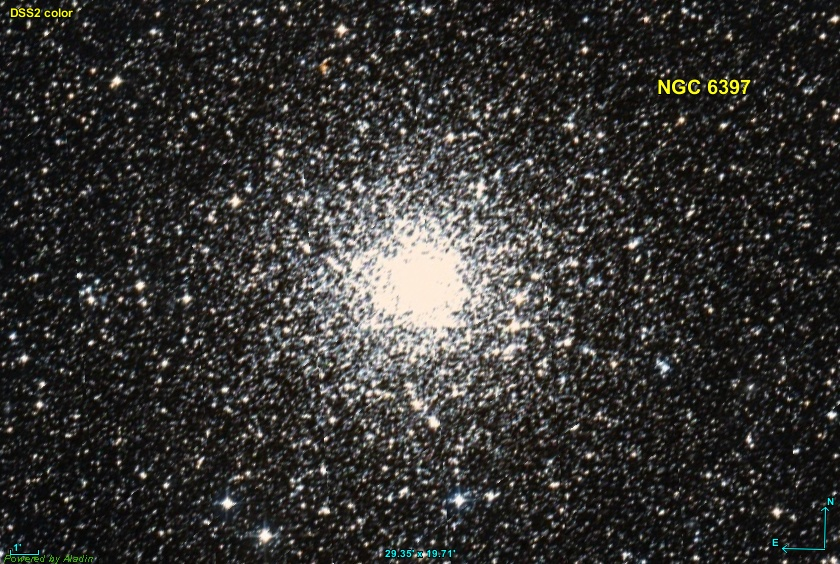
Image en lumière visible par relevé DSS.
Montage des observations des télescopes spatiaux Hubble et James Webb, à 20 ans d'intervalle.